# Alluaudomyia spinosipes
Alluaudomyia spinosipes är en tvåvingeart som beskrevs av Tokunaga 1962. Alluaudomyia spinosipes ingår i släktet Alluaudomyia och familjen svidknott. Inga underarter finns listade i Catalogue of Life.